# Phil Rudd

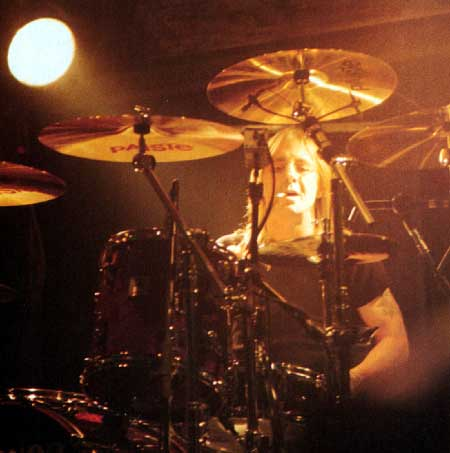
Phil Rudd während der AC/DC-Ballbreaker-Tour in Seattle (1995)

Phil Rudd (* 19. Mai 1954 in Melbourne, Australien als Phillip Hugh Norman Witschke Rudzevecius) ist ein ehemaliger australischer Schlagzeuger der australischen Hard-Rock-Band AC/DC. Er spielte 14 von 17 Studioalben der Band ein. Im Jahr 2016 listete ihn der Rolling Stone auf Rang 86 der 100 größten Schlagzeuger aller Zeiten.

## Karriere

### Erste Bands
Phil Rudd spielte von 1972 bis 1974 bei Coloured Balls und bis 1975 bei Buster Brown aus Melbourne.

### AC/DC
Rudd kam im Januar 1975 durch seinen Ex-Bandkollegen Trevor Young zu AC/DC. 1983 stieg er bei AC/DC aufgrund von Drogenproblemen und psychischen Problemen aus; er hatte den Tod des AC/DC-Sängers Bon Scott drei Jahre zuvor nie richtig verkraftet. Sein letztes Konzert mit der Band war am 12. Dezember 1982 in Zürich. Er wurde durch Simon Wright ersetzt.
Rudd engagierte sich in einer Helikopterfirma (er besitzt eine Fluglizenz) und widmete sich später seiner Farm in Neuseeland, auf der er ein eigenes Tonstudio aufbaute, außerdem ist er begeisterter Autofan.
1995 stieg er nach zwölfjähriger Pause wieder bei AC/DC ein und ersetzte dort Chris Slade. Seit der Trennung der Gruppe von Mark Evans im Jahr 1977 war er der einzige gebürtige Australier bei AC/DC.
Rudd heiratete 1983 die Neuseeländerin Lisa O’Brien. Sie haben fünf gemeinsame Kinder. 2006 trennte sich das Paar.
Seit September 2020 ist Rudd wieder offiziell Teil von AC/DC.

### Private Probleme und vorläufiges Ende bei AC/DC (ab 2014)
Anfang November 2014 erhob die neuseeländische Staatsanwaltschaft Anklage gegen Rudd, unter dem Verdacht, er habe einen Mord an zwei Personen in Auftrag gegeben. Die Anklage wurde jedoch kurz darauf wegen mangelnder Beweise zurückgezogen. Eine Anzeige wegen Besitzes von Marihuana und Methamphetaminen wurde jedoch weiterverfolgt, ebenso eine Anklage wegen Androhung von Mord. Daraufhin geriet Rudds Privatleben in den Fokus. Boulevard-Zeitungen berichteten über Sexpartys und ausschweifende Exzesse. Angus Young und Cliff Williams gaben ihren Eindruck wieder, dass Rudd nicht mehr derselbe wie früher zu sein scheine. Zeitweise stand Rudd unter Hausarrest. Die Band schloss nicht aus, ohne ihn auf Tour zu gehen. Laut Williams war es bereits schwierig, ihn ins Studio zu bekommen, um die Titel für das Album Rock or Bust einzuspielen. Er sei sehr unzuverlässig gewesen und oftmals in einem schlechten Zustand erschienen.
Am 26. November 2014 erschien Rudd zu einer Anhörung im Gericht 15 Minuten zu spät, was einen Haftbefehl zur Folge gehabt hätte; er war auch zur Vorbesprechung mit seiner Anwältin nicht erschienen. Er durfte das Gericht dennoch gegen Zahlung einer Kaution verlassen. Vor dem Gerichtsgebäude beleidigte er Fotografen und verursachte beinahe einen Unfall. Wenige Tage zuvor war er bereits trotz Hausarrests außerhalb seines Hauses fotografiert worden.
Anfang Februar 2015 wurde bekannt, dass ihm ein Prozess wegen Drogenbesitzes und Androhung von Mord bevorstehe. Kurze Zeit später verkündete die Band, dass Rudd aufgrund der anstehenden Gerichtsverfahren für den Auftritt bei den Grammy Awards 2015 und auf der Rock or Bust Tour durch den ehemaligen Schlagzeuger Chris Slade ersetzt werde.
Im April 2015 bekannte sich Rudd schuldig, einem Geschäftspartner im September 2014 Mord angedroht zu haben. Er gab auch zu, seinem ehemaligen Assistenten 200.000 Neuseeländische Dollar (zirka 143.000 Euro), ein Motorrad, sowie eines seiner Autos oder ein Haus geboten haben, um einen seiner Mitarbeiter „loszuwerden“. Das Angebot erfolgte mehrmals. Bei einer Hausdurchsuchung fand die Polizei 91 Gramm Marihuana in einem Behältnis, das Rudd zuvor während eines Gesprächs auf den Boden gestellt hatte. In seiner Tasche fand sie ein halbes Gramm Methamphetamin
Im Mai 2015 äußerte er sich im australischen Sender Channel Nine erstmals öffentlich und erklärte, dass es zum besagten Vorfall durch Probleme und den Flop seines Debüt-Soloalbums Head Job im Jahr 2014 gekommen sei. Er bedauere den Vorfall und die Tatsache, dass er mit seinen Bandkollegen keinen Kontakt halten konnte. Er versuche, Angus Young per Post zu kontaktieren.
Am 9. Juli 2015 wurde Rudd von einem Gericht in Tauranga zu acht Monaten Hausarrest und einem Drogenentzugsprogramm verurteilt. Der Richter sah die Morddrohungen als Folge des Drogenmissbrauchs an. Sollten bei Rudd weiterhin Drogen nachgewiesen werden, drohe ihm eine Gefängnisstrafe.
Am 19. Juli 2015 wurde Rudd erneut festgenommen und musste tags darauf vor Gericht erscheinen. Ihm wurde vorgeworfen, er habe Alkohol getrunken und so gegen seine Auflagen verstoßen. Er selbst erklärte sich für nicht schuldig. Rudd wurde bis zu einem späteren Gerichtstermin gegen Kaution wieder in den Hausarrest entlassen.

### Tour mit eigener Band (2017)

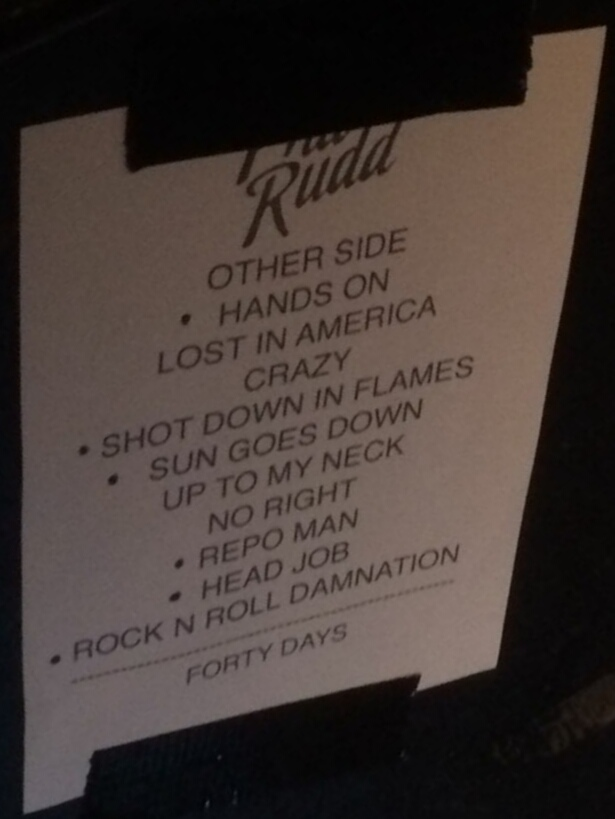
Setlist; Back On The Beat Tour; Wien 2017

Nach seinem Entzug und der erneuten Veröffentlichung seines Solo-Albums Head Job am 30. September 2016 ging er mit seiner Band (Allan Badger (Gesang), Geoffrey Martin (Lead-Gitarre), John Proctor (Bass, Backing Vocals), Mike „Mutt“ Furness (Rhythmusgitarre)) ab 31. März 2017 auf Europatour in 18 verschiedenen Ländern. Er probte mit seiner Band zunächst eine Woche lang in einem Tonstudio in der Wiener Innenstadt. Die Konzerte der Tour hatten eine Spielzeit von ungefähr 45 – 50 Minuten.

### Rückkehr für das Album "Power Up" (2020)
Nachdem er bereits 2018 gemeinsam mit Brian Johnson zu Aufnahmen im Studio war, machten Gerüchte über Rudds mögliche Rückkehr zu AC/DC die Runde. Tatsächlich spielte er mit seinen ehemaligen Kollegen das Album "Power Up" ein, wird aber für die Tournee 2024 durch Matt Laug ersetzt.

## Equipment
Rudd spielt Sonor-Schlagzeuge, Paiste-Becken, Evans-Felle sowie Sticks von Easton Ahead.

### Ballbreaker World-Tour
Auf der 1996 stattfindenden Ballbreaker World-Tour spielte Rudd ein Sonor Designer, Heavy Maple im Finish „Stain Red“, es setzte sich folgendermaßen zusammen:
- 22x18″ Bass Drum
- 13x13″ Tom
- 16x18″ Floor Tom
- 18x18″ Floor Tom

Becken:
- 14″ Sound Formula Reflector Heavy Hi-Hat abwechselnd mit 14" 2002 Medium Hi-Hat
- 20″ Sound Formula Full Crash
- 19″ 2002 Crash (3x)
- 19″ 2002 Medium
- 20″ 2002 Crash
- 20″ 2002 Power Bell Ride

Die Felle stammten von Aquarian und Remo.

### Black Ice World-Tour
Auf der Black Ice World Tour spielte Rudd wie auf der vorhergehenden Stiff Upper Lip Tour ein Sonor Designer, Maple Light im "Solid Black" Finish in folgender Zusammensetzung:
- 22x18" Bass Drum
- 13x13" Tom
- 16x18" Floor Tom
- 18x18" Floor Tom

Seitdem er 2009 seine eigene Signature Snare (14x5" Messingkessel; verchromt; Gussspannreifen) von Sonor überreicht bekommen hat, setzt er diese abwechselnd mit der Horst Link Signature Snare (ebenfalls 14x5" Messingkessel; Gussspannreifen) ein.
Auf der „Black Ice World Tour“ spielte (wie all die Jahre zuvor; seit 1980) er Becken des Schweizer Beckenherstellers Paiste, welche folgendermaßen (v. l. n. r) an seinem Set hängen:
- 14" Sound Formula Reflector Medium – Heavy Hi-Hat
- 20" 2002 Crash
- 19" 2002 Crash
- 20" 2002 Crash
- 20" 2002 Crash
- 19" 2002 Crash
- 19" 2002 Crash
- 19" 2002 Crash

Rudd nutzte folgende Hardware:
- Sonor Giant Step Single Pedal
- Sonor 600 Snare-Ständer und Hocker
- Sonor 5000 (Designer Series) HiHat-Ständer, Doppeltomständer (13" Tom) und Beckenständer

Felle:
- Evans G2 Clear und EC Resonant auf den Toms.
- Evans EC Reverse Dot und Hazy 300 auf der Snare, weiters einen Puresound Teppich.
- Evans EQ2 auf der Bass Drum

Sticks:
- rechte Hand: Ahead 5b
- linke Hand: Ahead Double End (Sonderanfertigung – nicht käuflich erwerbbar!)

### Back On The Beat Tour (Head Job – 2017)
Vom Veranstalter wurden Set (immer Sonor in 22, 13, 16, 18; Tiefe variierend; unter anderem ein Designer in Tulip Green, ein Ascent in schwarz, ein Prolite in Ebony und sogar sein eigenes Signature Kit) und Hardware gestellt, Rudd nahm nur seine Giant Step Fußmaschine, Becken und Snares mit.
Österreich und Schweiz Auftritte erfolgten mit seinem eigenen schwarzen Designer und Hardware (wie auf der Black Ice Tour).
Becken:

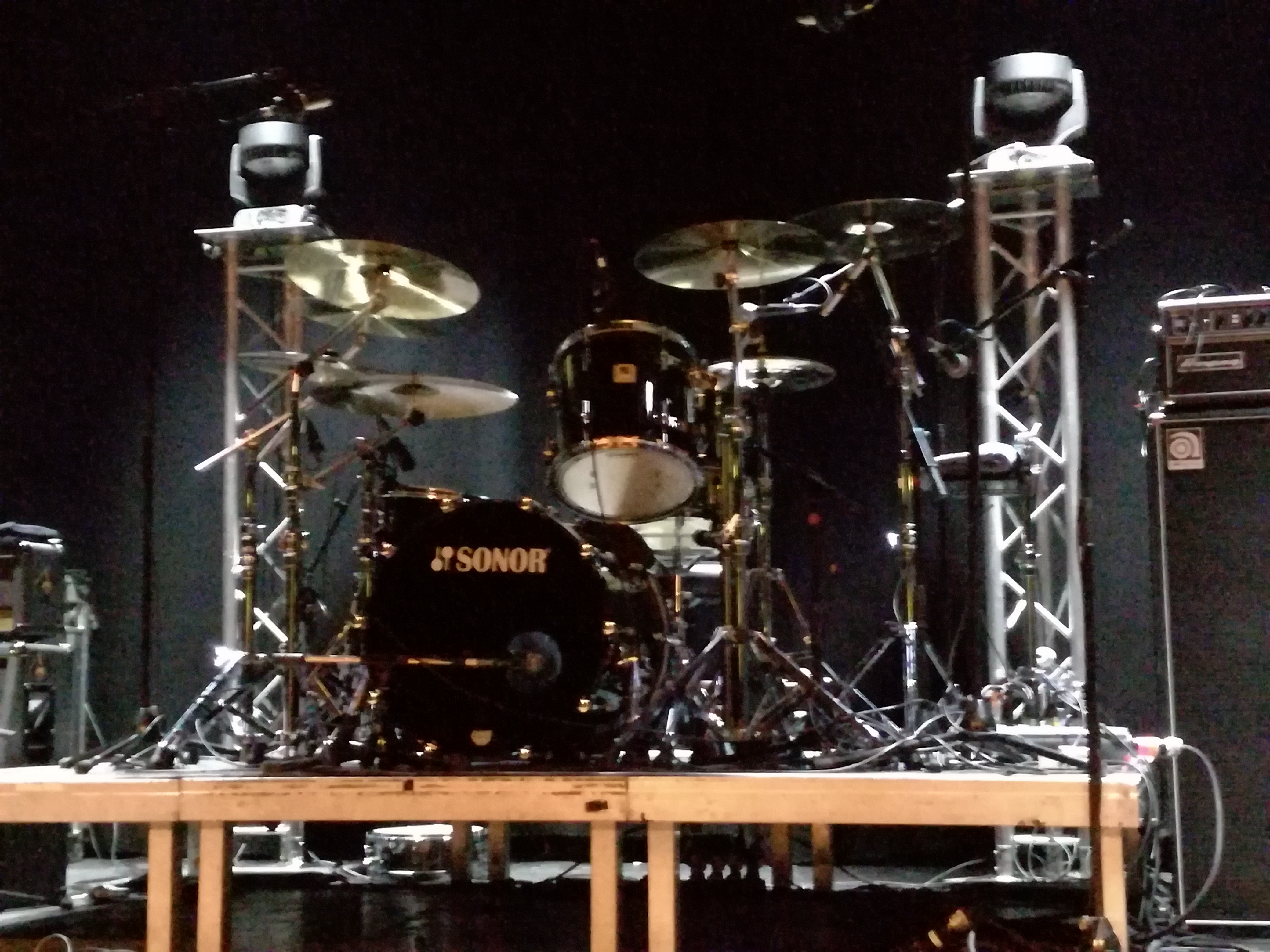
Rudds Set vor dem Konzert am 3. Mai 2017 in der Arena Wien

- 14" Sound Formula Reflector Medium – Heavy Hi-Hat
- 19" Signature Reflector Full Crash
- 18" Signature Full Crash
- 19" Signature Full Crash
- 20" Signature Full Crash
- 19" Signature Full Crash
- 18" Signature Full Crash

## Signature Produkte

### Phil Rudd Special-Edition Drum Set
Im Herbst 2009 brachte Sonor ein Phil Rudd Special-Edition Drum Set mit folgender Ausstattung zum Listenpreis von 999 US-Dollar auf den Markt:
- 22x18" Bass Drum
- 13x13" Tom
- 16x18" Floor Tom
- 18x18" Floor Tom
- 2 Mini-Boom Stands
- Single-Tom Stand
- Hi-Hat Stand
- Bass Drum Pedal

Das Set wurde nach Rudds Original-Tour-Set zusammengestellt, das Rudd während der Stiff Upper Lip Tour und der Black Ice World Tour verwendete, es ist jedoch qualitativ ein Anfänger-Mittelklasse-Kit.

### Sonor Phil Rudd Signature Snare Drum

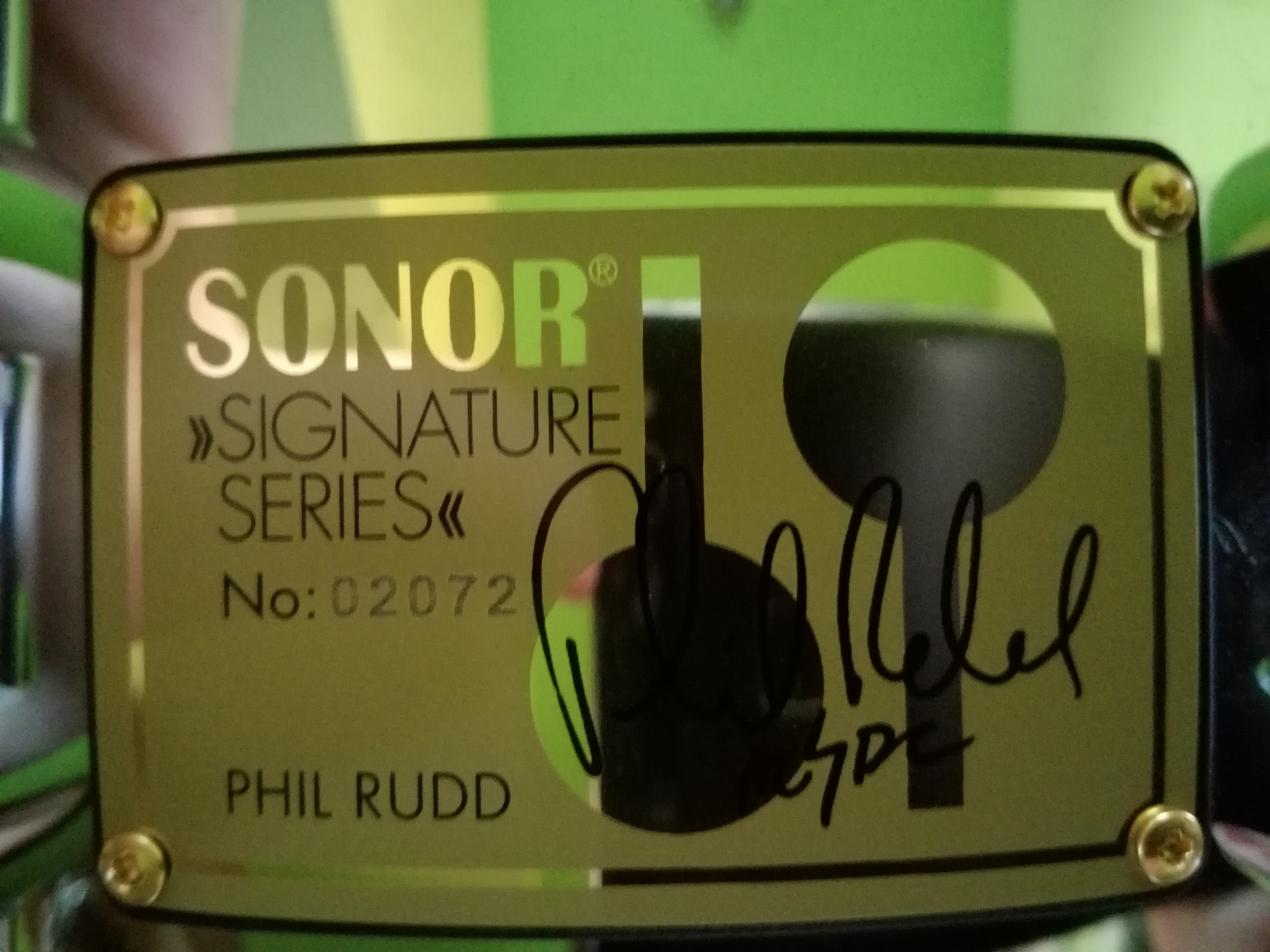
Badge der Sonor Phil Rudd Signature Snare Drum

Auch im Jahr 2009 stellte Sonor die Phil Rudd Signature Snare Drum vor. Sie ist Rudds Lieblingssnare, der 14x5" Horst Link Signature Snare mit Messingkessel nachempfunden.
Die Snare besteht aus einem 14x5" verchromten Messingkessel, mit etwa 1,2 mm Dicke. Ausgestattet mit Gussspannreifen mit 10er Teilung hat sie einen guten Sound bei Rimshots. Ausgeliefert wird sie mit Remo made in China Fellen, die besser gegen Hochwertigere getauscht werden sollten, da es den Sound sehr verbessert. Die Snare hat Sonors bekanntes „TuneSafe“ in den Böckchen verbaut, welches ein selbstständiges Verstimmen verhindert, die Schrauben sind mit Gummiblättchen unterlegt. Weiters zieren zwei Badges den Kessel, ein Rundes und eines, welches den Badges der Horst Link Signature Serie nachempfunden ist, hier ist auch die Unterschrift Rudds eingraviert.
Seitdem ihm die Snare 2009 auf einem Deutschlandkonzert überreicht wurde, spielt er diese abwechselnd mit der Horst Link Signature.

### Ahead Phil Rudd Signature Sticks
Seit einiger Zeit hat Ahead die Phil Rudd Signature Sticks im Programm. Es handelt sich jedoch nur um ein verlängertes 5a Modell. Rudd spielt wie oben erwähnt einen 5b in der rechten Hand und links ein Custom Modell (double-end), welches extra für ihn angefertigt wurde.

## Diskografie
Mit Coloured Balls
- 1972 Human Being + Working Man’s boogie

Mit Buster Brown
- 1974 Something to Say[25]

Mit AC/DC
- 1975 High Voltage
- 1975 T.N.T.
- 1976 Dirty Deeds Done Dirt Cheap
- 1977 Let There Be Rock
- 1978 Powerage
- 1978 If You Want Blood You’ve Got It
- 1979 Highway to Hell
- 1980 Back in Black
- 1981 For Those About to Rock
- 1983 Flick of the Switch
- 1984 ’74 Jailbreak
- 1995 Ballbreaker
- 1997 Bonfire
- 2000 Stiff Upper Lip
- 2008 Black Ice
- 2010 Iron Man 2
- 2014 Rock or Bust
- 2020 Power Up

Soloalbum
- 2014 Head Job